# Germanes per sorpresa
Germanes per sorpresa (originalment en francès, Demi-sœurs) és una pel·lícula còmica francesa dirigida per Saphia Azzeddine i François-Régis Jeanne, estrenada el 2018. La versió doblada al català es va estrenar el 31 d'octubre de 2021 a TV3.

## Sinopsi
La Salma, una professora d'institut que viu amb la seva mare en un barri de la perifèria de París, rep la notícia que el seu pare biològic, que no va arribar a conèixer, s'ha mort i li ha deixat en herència un pis de 250 metres quadrats en ple centre de la ciutat. Quan va a veure el notari, descobreix que hi ha dues hereves més, també filles il·legítimes del difunt: l'Olivia, una noia obsessionada a recuperar la pastisseria del seu pare, que ha tancat per fallida econòmica, i la Lauren, que aspira a treballar al món de la moda. Tot i les seves diferències, les germanastres decideixen conviure al pis i s'uneixen per plantar cara a la família legítima del seu pare, que vol impugnar el testament.

## Repartiment
- Sabrina Ouazani: Salma
- Alice David: Lauren
- Charlotte Gabris: Olivia
- Patrick Chesnais: el notari
- Antoine Gouy: Benjamin
- Barbara Probst: Justine
- Ouidad Elma: Amal
- Romain Lancry: Matteo
- Tiphaine Daviot: Emmanuelle
- Anne Loiret: Marina
- Nicolas Bridet: Andrea
- Marion Lubat: Clélia
- Sam Karmann: Léo

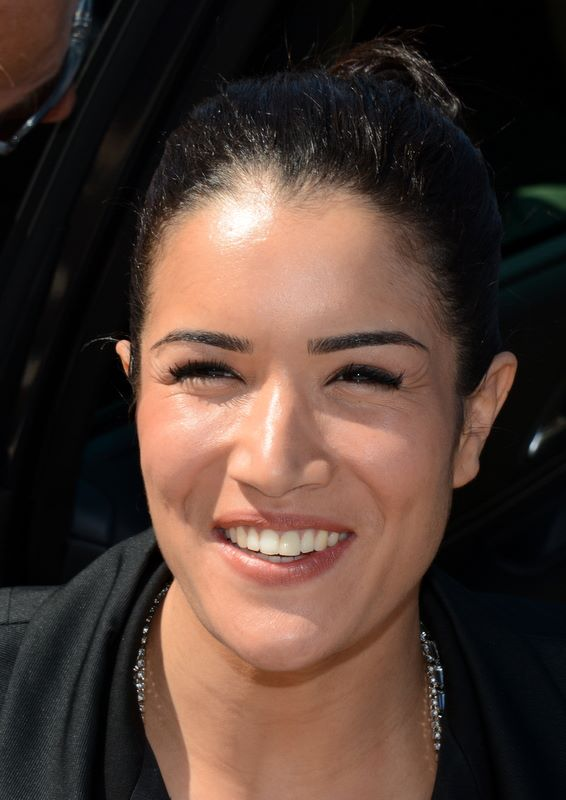

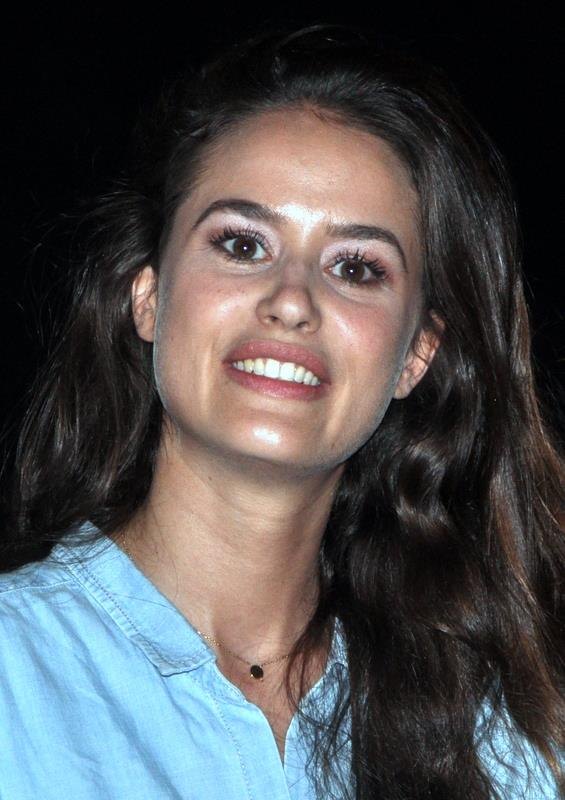
Les actrius Sabrina Ouazani i Alice David interpreten dues de les germanastres

- Meriem Serbah: la mare de la Salma
- Valéria Cavalli: la mare de l'Olivia
- Sophie Duez:la mare d'en Lauren
- Luana Duchemin: Victoire
- Ander Lafond: el veí
- Aram Arakelyan: el poeta
- Mademoiselle Agnès: model